# Teatro Rusia
El Teatro Ruso antes conocido como Cine Pushkinsky (en ruso: Театр «Россия» antes Кинотеатр «Пушкинский») es un monumento arquitectónico y en la actualidad el teatro más grande de Moscú operado por Stage Entertainment. A principios de 1960, ya que era la más grande sala de cine en Europa y la principal sala de cine de la extinta URSS. En 2012 después de la renovación del Teatro como Rossiya o Rusia abrió su temporada con el estreno ruso de El musical de "la Sirenita".  El Cine Rossiya en la Plaza Pushkinskaya, en el centro de Moscú se construyó en 1961 y se convirtió en el más grande de su tipo en Europa. El cine siempre ha sido sede de grandes eventos, como el Festival Internacional de Cine de Moscú.